# Viktor Batyrev
Viktor Batyrev (in russo Виктор Вадимович Батырев?, Viktor Vadimovič Batyrev; Mosca, 21 agosto 1961) è un matematico russo, che si occupa di geometria aritmetica e algebrica con applicazioni nella fisica matematica.
È professore all'Università di Tubinga, in Germania. Batyrev ha studiato dal 1978 al 1985 all'Università Lomonossow. Dal 1991 è stato all'Università di Essen, dove ha conseguito l'abilitazione all'insegnamento universitario nel 1993.
Si occupa soprattutto di simmetria speculare nella geometria algebrica, che trova applicazione nella teoria delle stringhe e si è sviluppata a partire da indagini matematiche sulla teoria speculare. È per questo correlata alla topologia di varietà di Calabi-Yau e alle varietà toriche.
Nel 1995 è stato insignito del Premio Heinz-Maier-Leibnitz. Dal 2003 è membro dell'Accademia delle Scienze di Heidelberg. Nel 1998 è stato Invited Speaker al Congresso Internazionale di Matematica di Berlino (simmetria spettrale e geometria torica). Per la sua tesi di abilitazione all'insegnamento universitario (Hodge Theory of Hypersurfaces in Toric Varieties and Recent Developments in Quantum Physics) ha ricevuto nel 1994 il Premio Gottschalk-Diederich-Baedeker.